# 张达伍
张达伍（1931年—1982年5月16日）江苏省邗江县人，中国人民解放军海军东海舰队某防救船大队大队长，被中央军委授予“献身海军事业的模范干部”称号。

## 生平
1949年夏，刚满17岁的张达伍参加中国人民解放军。1952年，自大连海校毕业，到华东海军航运大队的一艘打捞防救船上工作。从此直到逝世前夕一直从事海上打捞防救工作。1958年加入中国共产党。在30多年间，他安全指挥一千多人次下潜作业，参加过打捞阿波丸沉船、探摸太平轮沉船等急难险重任务上百次。1980年，张达伍被《解放军报》赞誉为“海上‘老防救’”。
1982年，因长期带病出海，张达伍额头常冒虚汗，并常用手指顶住肝区，忍着病痛指挥打捞沉船，战友们反复催促他住院检查，经检查确诊为肝癌晚期。1982年5月16日，张达伍病逝。在清理其遗物时，发现病历上医生共开病假510天，他却一天都没休息。
1984年3月21日，中央军委主席邓小平签署命令，授予张达伍“献身海军事业的模范干部”称号。防救船大队在大队办公楼前树立了用黑色大理石雕成的张达伍像，面海而立。“把骨灰放在靠海的地方！”是张达伍临终前最后一个心愿。张达伍葬在奉化市烈士陵园，此处已成为宁波市爱国主义教育基地。